# Larrabee (Iowa)
Larrabee – miasto w Stanach Zjednoczonych, w stanie Iowa, w hrabstwie Cherokee. W 2000 roku liczyło 149 mieszkańców.